# Alexander von der Groeben
Sigurd Alexander Adalbert Graf von der Groeben (* 5. Oktober 1955 in Ratingen) ist ein deutscher Sportjournalist, Schauspieler und ehemaliger Judoka.

## Familie
Alexander von der Groeben entstammt dem Adelsgeschlecht von der Groeben. Seine Eltern waren Johann-Albrecht von der Groeben (1922–1994) und dessen zweite Ehefrau Ingeborg Baumeister (* 1931).
Am 12. Oktober 1991 heiratete er in Köln Ulrike Elfes (* 1957), die als Ulrike von der Groeben die langjährige Sport-Moderatorin beim Nachrichtenmagazin RTL aktuell war. Ihre gemeinsamen Kinder sind die Schauspieler Maximilian (* 1992) und Carolin von der Groeben (* 1995).

## Leben
Alexander war in den 1980er Jahren ein erfolgreicher Judokämpfer. Neben Titelgewinnen bei den deutschen Meisterschaften sowohl in der Einzelwertung wie auch zusammen mit seiner Mannschaft vom VfL Wolfsburg waren seine wichtigsten sportlichen Erfolge seine Siege bei den Europameisterschaften 1984 in Lüttich und 1985 in Hamar sowie der dritte Platz bei den Weltmeisterschaften 1989 in Belgrad. 1984 und 1988 nahm er an den Olympischen Spielen teil, gewann aber keine Medaille.
Im Jahre 1988 trat von der Groeben in einer Statistenrolle in dem Film Walter Bockmayers Geierwally auf. Er stellte einen der ausschließlich mit Lederhosen und Faschings-Tirolerhüten bekleideten Pagen der von Elisabeth Volkmann dargestellten Erbfürstin dar, und obwohl seine Rolle keinen Dialog und ausschließlich scherzhaft-dekorativen Charakter hatte, wurde er im Nachspann mit vollständigem Namen genannt.
Nach seiner Sportlerkarriere war von der Groeben als Kommentator bei Premiere tätig. Von 1993 bis 1995 moderierte er bei Sat.1 die Sportsendung „täglich ran“. Später war er Kommentator beim Sportsender Eurosport, wo er besonders die Kampfsportarten Judo und Sumō betreute. Als Nachfolger von René Hiepen moderierte er von 2007 bis 2010 Boxen live im Zweiten. 2011 kehrte er als Box-Kommentator zu Sat.1 zurück. Bei den Olympischen Spielen 2012, 2016, 2021 und 2024 kommentierte er die Judo-Kämpfe für das ZDF.
Seit Ende der 1990er Jahre ist Alexander von der Groeben auch vermehrt als Schauspieler in Film und Fernsehen, seit Mitte der 2000er zudem am Theater tätig. Ende Februar 2009 spielte er eine Nebenrolle in der RTL-Soap Alles was zählt, bei der auch seine Tochter Carolin mitwirkte. Einen gemeinsamen Auftritt der beiden gab es jedoch nicht.

## Erfolge im Judosport
- Deutsche Meisterschaften[5]
  - Deutscher Meister (Einzel, über 95 kg): 1981, 1983, 1984, 1985, 1988, 1989
  - Internationaler Deutscher Meister (über 95 kg): 1980, 1981, 1982, 1984, 1985, 1988, 1989
  - Deutscher Meister (Mannschaft, mit dem VfL Wolfsburg): 1986, 1987, 1989, 1990

- Europameisterschaften[5]
  - 1981 Bronze (Schwergewicht), 1983 Bronze (Schwergewicht), 1984 Gold (Schwergewicht), 1985 Gold (Offene Klasse) und Silber (Schwergewicht), 1987 Bronze (Schwergewicht), 1988 Silber (Schwergewicht), 1990 Bronze (Offene Klasse)
  - Europacup-Sieger (mit dem VfL Wolfsburg)[6]: 1979, 1980, 1981

- Weltmeisterschaften[5]
  - 1989 Bronze (Offene Klasse)

## Filmografie
- 1988: Walter Bockmayers Geierwally
- 1997: Lindenstraße (Fernsehserie; Episode Auf Gedeih und Verderb)
- 1998: Die Wache (Krimiserie; Episode Diamantenfieber)
- 1998–2002: Verbotene Liebe (Daily Soap; 8 Episoden)
- 1999: Jimmy the Kid
- 1999: Der Clown (Actionserie; Episode Flash)
- 1999–2002: SK Kölsch (3 Episoden)
- 2000: Die Rettungsflieger (Fernsehserie; Episode Spiel mit dem Leben)
- 2000–2004: Die Anrheiner (3 Episoden)
- 2001: Tatort (Krimireihe; Folge Tatort: Das Phantom)
- 2003: Zwei Profis (Krimiserie; Episode …und der Bodyguard)
- 2009: Alles was zählt (Daily Soap; vier Episoden)
- 2011: Prisoners of War
- 2013: Ramon
- 2015: Memento Mori
- 2016: Anthropoid
- 2016: Hiebfest
- 2018: Heldt (Fernsehserie; Episode Ewig mein)

## Buchveröffentlichungen
- Alexander von der Groeben, Simone Mennemeier: Sumo – Kampf der Giganten. Bonn: Verlag Dieter Born, 2000. ISBN 3-922006-16-7.